# 3rd Medical Command
Lo 3rd Medical Command è un comando  della United States Army Reserve Command responsabile del supporto al dislocamento dei reparti medici e degli ospedali da campo. Il suo quartier generale è situato presso Gillem Enclave, Georgia.

## Missione
Il comando fornisce C4I, supporto al Title X e supervisione tecnica per oltre 7.300 soldati, in 90 unità, dal Maine alla Louisiana, durante le operazioni di guarnigione per preparare e fornire soldati e unità addestrati e pronti all'USARC per la mobilitazione. Su ordine, mobilita, schiera e ridistribuisce le forze per supportare la difesa degli Stati Uniti ovunque nel mondo e, in particolare, stabilisce il comando come unico abilitatore medico a supporto dello U.S.Army Central nell'intero spettro di operazioni nell'area di responsabilità dello U.S.Central Command, fornendo al contempo assistenza sanitaria di combattimento all'avanguardia ai membri del servizio statunitense e ad altro personale in conformità con le regole mediche di ingaggio.

## Organizzazione
- 5th Medical Brigade - Birmingham, Alabama
  - 429th Medical Battalion
  - 810th Hospital Center
- 8th Medical Brigade - Staten Island, New York
  - 439th Medical Battalion
  - 818th Hospital Center
- 332nd Medical Brigade - Nashville, Tennessee
  - 332nd Medical Battalion
  - 411st Hospital Center
- 338th Medical Brigade - Horsham, Pennsylvania
  - 424th Medical Battalion
  - 410th Hospital Center
- 804th Medical Brigade - Ayer, Massachusetts
  - 804th Medical Battalion
  - 803rd Hospital Center